# Calderonegletsjer

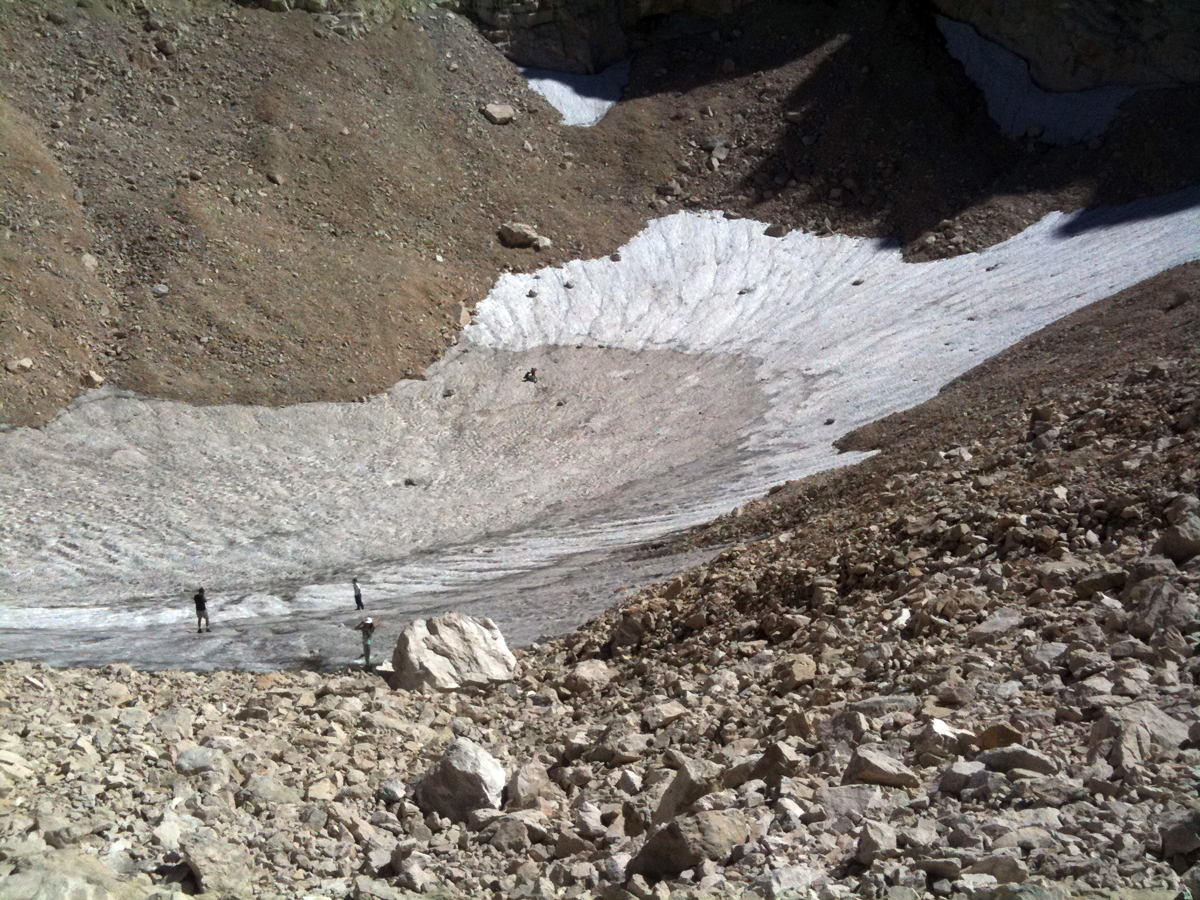
Calderonegletsjer met wandelaars, september 2011

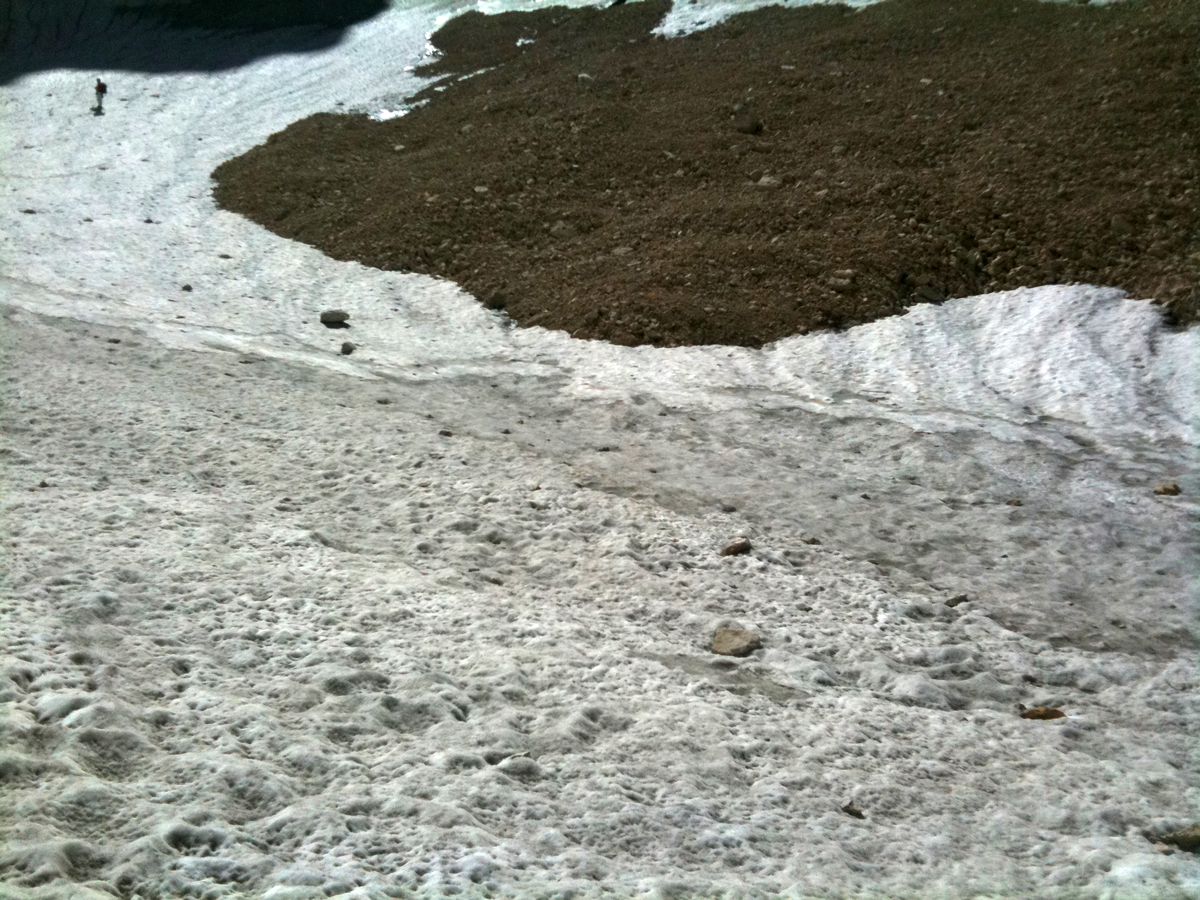
Rand van de gletsjer met wandelaar, september 2011

De Calderonegletsjer is een gletsjer in de Italiaanse regio Abruzzo, provincie Teramo. Hij ligt op de noordoostelijke flank van de Gran Sasso, het hoogste massief van de Apennijnen.
De gletsjer is de zuidelijkste van Europa en de enige in de Apennijnen. Hij is gelegen in een nauw en schaduwrijk dal tussen de toppen Corno Grande en Corno Piccolo. In 2001 leek het einde voor de gletsjer nabij. In de jaren erna heeft hij zich dankzij enkele sneeuwrijke winters enigszins kunnen herstellen. In 2006 was de ijsvlakte zo'n 400 meter lang en 250 meter breed. De gletsjer kan zich op een hoogte van 2700 meter handhaven, terwijl de temperaturen in nabijgelegen steden als L'Aquila (hoogte 700 m) en Sulmona (hoogte 400 m) 's zomers kunnen oplopen tot zo'n 35 °C. Ook op de zuidelijker Majella bevindt zich eeuwige sneeuw.
| Gegevens Calderonegletsjer | Gegevens Calderonegletsjer | Gegevens Calderonegletsjer |
| Jaar                       | Oppervlak (in m2)          | Volume (in m3)             |
| -------------------------- | -------------------------- | -------------------------- |
| 1794                       | 104.257                    | 4.332.207                  |
| 1884                       | 90.886                     | 3.382.166                  |
| 1916                       | 63.335                     | 3.386.485                  |
| 1934                       | 59.713                     | 2.461.529                  |
| 1960                       | 60.030                     | 1.729.934                  |
| 1990                       | 52.586                     | 360.931                    |
| 2005                       | 32.900                     | ---                        |
| 2006                       | 32.700                     | ---                        |
| 2008                       | 35.545                     | ---                        |

## Betekenis
De Calderonegletsjer is onderzocht door geologen en glaciologen uit de hele wereld omdat het om een bijzonder geval gaat. Het is de enige overgebleven gletsjer van het Apennijnse type en onder het fossiele ijs bevinden zich waarschijnlijk paleontologische overblijfselen.
Bovendien is deze gletsjer zeer gevoelig voor kleine klimaatschommelingen. Het begin van de terugtrekking viel samen met de opkomst van de industrie in Midden-Italië. Neerslaande roetdeeltjes hebben het albedo verminderd. Waarschijnlijk mede door plaatselijke milieuvervuiling en de aanleg van het nabije Meer van Campotosto is de gemiddelde temperatuur van de Apennijnen in het gebied van de Abruzzen sinds de jaren 1930 twee graden opgelopen. Volgens de auteur Massimo Pecci dreigde de gletsjer te verdwijnen in 2020.
Er is een voorstel om de gletsjer tijdens de warmste zomers geheel of gedeeltelijk af te dekken met wit doek, zoals sommige gletsjers in de Alpen, om afsmelting tegen te gaan. Men denkt aan zomers in jaren waarin door El Niño weinig sneeuw valt en droge en hete zomers zoals die van 2007.